# Santa Cruz del Quiché
Santa Cruz del Quiché ist eine ca. 35.000 Einwohner zählende Stadt in Guatemala; sie ist der Verwaltungssitz des Departamentos El Quiché sowie der insgesamt etwa 100.000 Einwohner zählenden Großgemeinde (Municipio) Santa Cruz del Quiché. Die Stadt ist seit dem Jahr 1967 Sitz des Bistums Quiché.

## Lage und Klima
Die Stadt Santa Cruz del Quiché liegt etwa 160 km (Fahrtstrecke) nordwestlich von Guatemala-Stadt in den nördlichen Ausläufern der Sierra Madre in einer Höhe von ca. 2020 m. Die Stadt Quetzaltenango liegt ca. 70 km südwestlich. Das Klima ist gemäßigt bis warm; Regen (ca. 1015 mm/Jahr) fällt nahezu ausschließlich im Sommerhalbjahr.

## Bevölkerung
Ca. 96 % der Einwohner sind Quiché-Indianer; eine geringer Anteil entfällt auf Angehörige der Mam. Die Stadt und ihr Umland haben ein hohes Bevölkerungswachstum und eine entsprechend hohe Migrationsquote.

## Wirtschaft und Tourismus
Santa Cruz del Quiché ist ein Verkehrsknotenpunkt im Hinterland des Departamentos und dient den umliegenden landwirtschaftlichen Dörfern als Handelszentrum. Touristisch steht Santa Cruz im Schatten des ca. 17 km südlich gelegenen Chichicastenango.

## Geschichte
Das 4 km westlich von Santa Cruz gelegene Utatlán (eigentlich K'umarkaaj) war vor der Ankunft der Spanier das Zentrum der Quiché-Indianer. Diese wurden 1524 von Pedro de Alvarado unterworfen, der Utatlán und seine Festung dem Erdboden gleichmachte. Der Legende nach entstand die Laguna de Lemoa aus den Tränen der Quiché-Frauen, die um ihre ermordeten Männer trauerten. Die verbliebenen Familien wurden ins 1539 gegründete Santa Cruz del Quiché umgesiedelt. In der Kolonialzeit war der Ort ein Zentrum der Dominikaner, die das Umland christianisierten. Nach der Unabhängigkeit von Spanien kam Santa Cruz zum Departamento Sololá, im Jahr 1872 wurde es Verwaltungssitz des neu gegründeten Departamentos El Quiché. Die vollen Stadtrechte erhielt Santa Cruz erst am 26. November 1924. Im Jahr 1967 wurde die Stadt auch Bischofssitz. Die Stadt und ihr Umland hatten in den Jahren danach schwer unter dem Bürgerkrieg zu leiden.

## Sehenswürdigkeiten
- Das rechtwinklig angelegte Straßennetz stammt aus der spanischen Kolonialzeit.
- Die heutige Kathedrale war einst die Klosterkirche des Dominikanerordens; der turmlose Bau stammt aus dem Jahr 1768.
- Unmittelbar daneben befindet sich der ehemalige Gouverneurspalast mit seinem mehrfach abgestuften Glockenturm.

Umgebung
- Von K'umarkaaj, der einstigen Hauptstadt der Quiché, ist nicht mehr viel zu sehen.